# Suberin
Suberin je látka příbuzná vosku. Je přítomna v buněčné stěně vyšších rostlin. Je hydrofobní a jeho hlavní funkcí je zabránit, aby voda pronikala do pletiv. V kořenech se ukládá v radiálních a příčných buněčných stěnách endodermálních buněk.

## Struktura
Molekula suberinu se skládá z polyaromatické a polyalifatické domény. Konkrétní kvalitativní a kvantitativní složení monomerů se liší v závislosti na biologickém druhu. Mezi typické alifatické monomery patří α hydroxykyseliny (kyselina 18-hydroxyoktadec-9-enová) a α,ω-dikyseliny (zejména kyselina oktadec-9-endiová). Polyaromatickými monomery jsou kyselina hydroxyskořicová a deriváty, jako feruloyltyramin.